# Camille Oponga
Herman Camille Oponga Ayessa est un footballeur international congolais né le 24 janvier 1978 à Brazzaville. Actuellement en CFA avec l'ES Viry-Châtillon, il joue au poste de défenseur.

## Palmarès
- Champion de CFA : 2008 (Groupe A)